# بيل غريغوري
بيل غريغوري (بالإنجليزية: Bill Gregory)‏ هو لاعب كرة قدم أمريكية أمريكي، ولد في 14 ديسمبر 1949 في غالفستون في الولايات المتحدة.

## وصلات خارجية
- بيل غريغوري على موقع مرجع كرة القدم المحترفة.كوم (الإنجليزية)